# Чемпионат Европы по академической гребле 1907
Чемпионат Европы по академической гребле 1907 года проходил на Рейне. Обычно упоминаемый как проходящий в Страсбурге, веб-сайт Международной федерации гребли подразумевает, что чемпионат проводился в Келе на противоположной стороне Рейна от Страсбурга. Так или иначе, оба города в то время были частью Германской империи. Соревнование было только среди мужчин, они соревновались в пяти классах лодок (M1x, M2x, M2+, M4+, M8+).

## Медальный зачёт
| Дисциплина | Золото | Золото | Серебро | Серебро | Бронза                 | Бронза |
| ---------- | --- | ------ | --- | ------- | ---------------------- | ------ |
| Дисциплина | Страна и гребцы | Время  | Страна и гребцы | Время   | Страна и гребцы        | Время  |
| M1x        | Франция - Gaston Delaplane |        | Бельгия - Jozef Hermans |         | Италия - Erminio Dones |        |
| M2x        | Италия - Emilio Sacchini - Erminio Dones |        | Бельгия - Daniël Clarembaux - Jozef Hermans |         | Эльзас-Лотарингия      |        |
| M2+        | Бельгия - Guillaume Visser - Urbain Molmans - Rodolphe Colpaert (р) |        | Италия - Giuseppe Sinigaglia - Annibale Beretta - Cetti (р)                                                                                                   |         | Эльзас-Лотарингия      |        |
| M4+        | Бельгия - Guillaume Visser - Alphonse van Roy - Rodolphe Meyvaert - Urbain Molmans - Rodolphe Colbaert (р)                                                                         |        | Италия - Ettore Sansoni - Mario Albertini - Giacomo Bellinzoni - Corrado Malaspina                                                                            |         | Италия                 |        |
| M8+        | Бельгия - Родольф Пома - Оскар Шарль де Сомвиль - Полидор Вейрман - Франсуа Вергухт - Жорж Мейс - Stanislas Kowalski - Марсель Моримон - Оскар Талман - Raphael van der Waeren (р) |        | Италия - Giovanni Brunialti - Alberto del Nunzio - Archimede de Gregori - Alfredo Tuzi - Armando Garroni - Guido de Cupis - Carlo Gigliesi - Alfonso Serventi |         | Франция                |        |

### Комментарии
1. ↑  The team was from Battellieri Cristoforo Colombo.